# Parasthena flexilinea
Parasthena là một chi bướm đêm thuộc họ Geometridae. Chi này chỉ gồm một loài Parasthena flexilinea.